# Abadia d'Orval
L'abadia de Nostra Senyora d'Orval (neerlandès: Abdij Notre-Dame d'Orval, francès: Abbaye Notre-Dame d'Orval) és una abadia cistercenca fundada l'any 1132 a la regió històrica de Gaume, a Bèlgica, i està situada a Villers-devant-Orval, a l'actual província valona de Luxemburg. L'abadia és coneguda per la seva història i la vida espiritual dels monjos, però també per la producció local d'un formatge del mateix nom i de la cervesa trapenca Orval, a la fàbrica de cervesa annexa.

## Primera fundació
El lloc havia estat ocupat a la fi del període merovingi, però hi ha rastres d'una capella del segle x. L'any 1070, un grup de monjos benedictins procedents de Calàbria es van establir aquí, invitats per Arnould, comte de Chiny, i van començar la construcció d'una església i d'un monestir. No obstant això, després d'uns quaranta anys, probablement a causa de la mort del comte Arnould, es van situar en un altre lloc. Van ser reemplaçats per una comunitat de canonges, que van acabar els treballs. L'església va ser consagrada el 30 de setembre de 1124.
L'any 1132, va arribar un grup de monjos cistercencs de l'abadia de Troisfontaines de la Xampanya i els dos grups es van unir en una única comunitat sota l'orde cistercenc, sota la guia de l'abat Constantin. Al voltant del 1252, el monestir va ser destruït per un incendi; la reconstrucció en va requerir al voltant de cent anys.
Entre els segles XV i XVI, les nombroses guerres entre França i les regions circumdants (Borgonya i Espanya) van tenir un fort impacte sobre Orval. Es va construir una fossa a l'interior de l'abadia; després, l'any 1637, durant la Guerra dels Trenta anys, el monestir va ser saquejat i incendiat per mercenaris francesos.
En el curs del segle xvii, l'abadia es va adherir a la branca dels trapencs de l'orde Cistercenc, però es va reconvertir novament a la regla de sant Benet al voltant de 1785. L'any 1793, durant la Revolució francesa, l'abadia, culpable d'haver allotjat les tropes austríaques, fou completament pastura de les flames per l'exèrcit francès i la comunitat sencera es va dispersar.

## Segona fundació
L'any 1887, la terra i les ruïnes de l'abadia van ser adquirides per la família Harenne, que les va donar de nou a l'orde Cistercenc l'any 1926, de manera que es pogués reprendre la vida monàstica en aquell lloc sagrat. Entre aquest any i 1948, sota la direcció del monjo trapenc Marie-Albert van der Cruyssen, es va construir el nou monestir i l'any 1935 Orval va rebre el reconeixement d'abadia. La nova església va ser consagrada el 8 de setembre de 1948.
Les ruïnes dels edificis medievals poden veure's avui dia.

## La llegenda d'Orval
Hi ha una llegenda sobre la fundació de l'abadia, que intenta explicar el significat del nom Orval i el seu origen. Segons la llegenda, Matilde de Canossa, vídua, estava visitant el lloc quan li va caure l'anell nupcial al riu. Després haver resat per recuperar l'anell, una truita va aparèixer sobre la superfície de l'aigua amb l'anell a la boca. La vídua va exclamar «Això és realment un Val d'Or!", del qual derivaria el nom «Orval». El símbol de l'abadia mostra la truita amb l'anell a la boca, i aquell riu encara avui proveeix d'aigua el monestir i la fàbrica de cervesa annexa.

## Galeria d'imatges

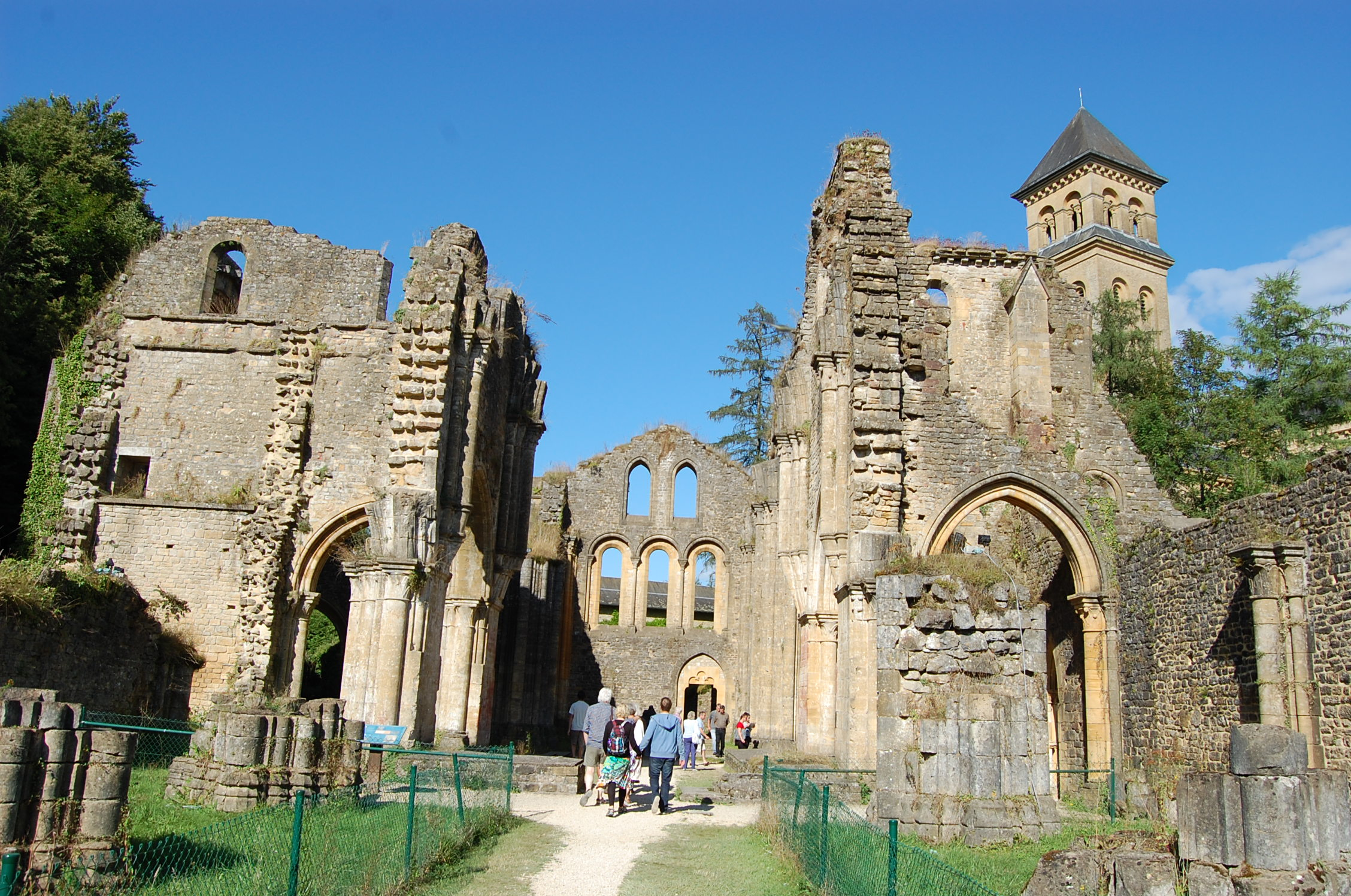
L'església de l'abadia
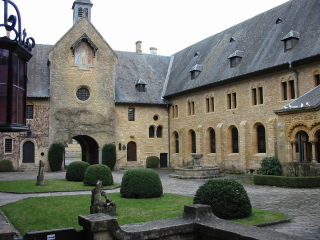
Entrada a l'abadia a través del claustre
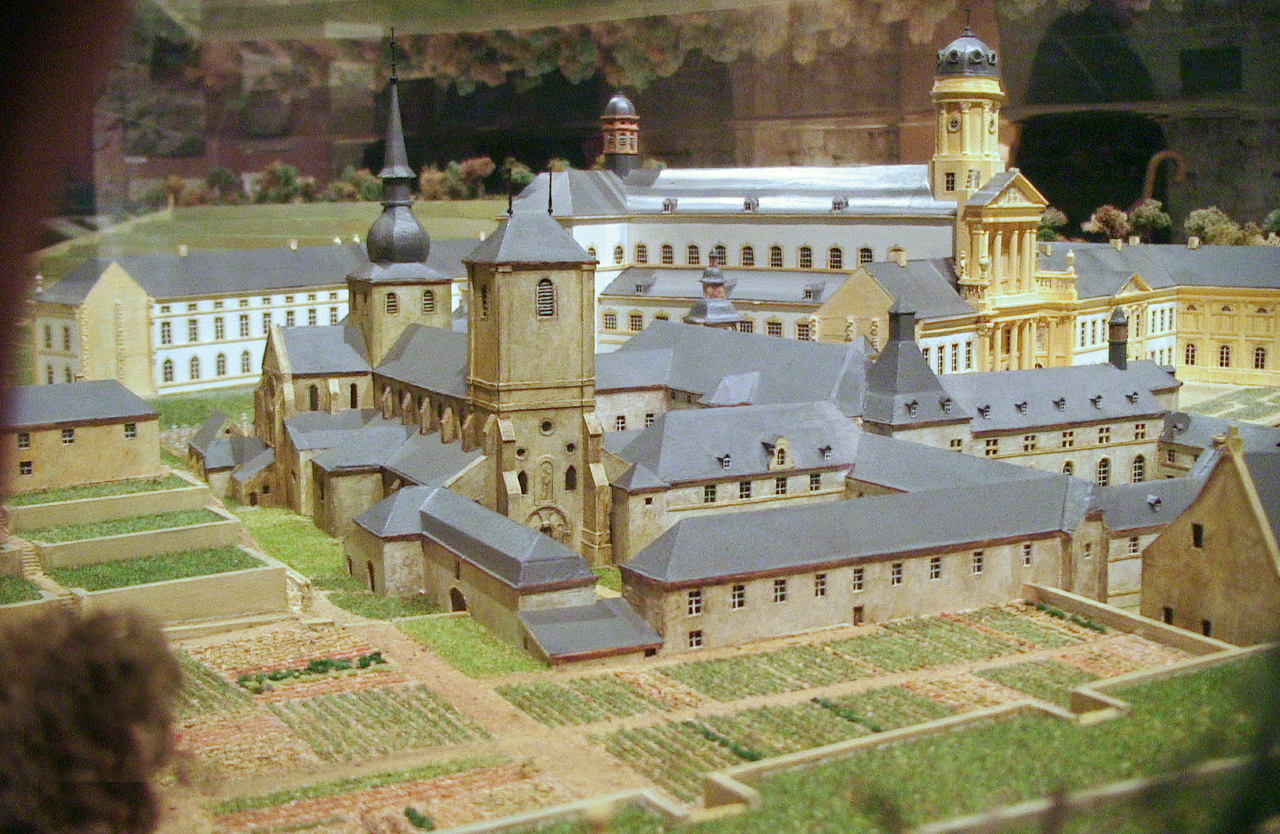
Model de l'abadia anterior a la Revolució francesa